# Калифорнийский суслик
Калифорни́йский су́слик (лат. Otospermophilus beecheyi) — вид грызунов рода скальных сусликов. Обитает в Мексике на полуострове Калифорния и в западной части США (штаты Калифорния, Орегон, Вашингтон, Невада). Видовое название дано в честь британского географа Фредерика Уильяма Бичи (1796—1856).

## Описание
Мех пятнистый. Окраска меха спины и верха головы пёстрая, смешанная из серых и светло-коричневых и тёмных цветов. Брюхо более светлое. Мех вокруг глаз белого цвета, а вокруг ушей чёрного. Длина тела около 30 см. Длина хвоста 18 см. Хвост нетипично густой для сусликов, из-за чего его можно перепутать с лисьей белкой (Sciurus niger), которая также обитает в Калифорнии.

## Образ жизни
Как и многие другие свои родственники, калифорнийские суслики живут в норах (группой или поодиночке). Дружелюбно относятся к людям и часто принимают пищу с рук, однако большую часть своего времени проводят на расстоянии не более 25 метров от своей норы и очень редко удаляются от неё на расстояния более 50 метров.
В холодных районах ареала калифорнийский суслик впадает в спячку на несколько месяцев, но в местах с мягкой зимой они активны круглый год. В жаркое лето также могут впадать в спячку на несколько дней, до понижения температуры воздуха.
Естественными врагами сусликов являются гремучие змеи, орлы, еноты, лисы, барсуки и ласки. Чтобы защититься от гремучих змей, самки пережёвывают сброшенную змеиную кожу в пасту и втирают в свою шерсть и шерсть детёнышей, придавая ей змеиный запах. Кроме того, разогревая хвост тёплой кровью и размахивая им перед змеёй (гремучие змеи видят тепло), суслик кажется больше, чем на самом деле, а запах змеи, которым пропиталась шерсть грызуна, пугает хищника.
Калифорнийские суслики нередко вредят декоративным растениями и деревьями посаженным в садах и парках.
Являются потенциальными переносчиками таких заболеваний, как туляремия, бубонная чума и лесная чума (последние два передаются блохами).
У калифорнийских сусликов существует два основных типа сигнала на разные типы угроз: на опасность с воздуха они реагируют одиночными свистами, а на наземных хищников — щёлкающими звуками.

## Питание
Во время поисков пищи суслики складывают в защёчные мешки больше еды, чем могут съесть за один раз, чтобы сохранить её на более позднее время. В их рацион входят зерна, семена, орехи, фрукты, грибы, жёлуди, корни и луковицы, а также насекомые (кузнечики, сверчки, жуки, гусеницы) и яйца перепелов. Проведённое в 2024 году исследование показало, что калифорнийские суслики проявляют хищническое поведение, охотясь за калифорнийскими полёвками.

## Размножение
Брачный сезон у калифорнийских сусликов наступает ранней весной, как только они выходят из зимних нор, и длится обычно несколько недель. Самцы и самки могут спариваться с несколькими партнерами. Беременность длится около месяца. Самки производят один помёт в год, в котором может быть от 5 до 11 детёнышей. Глаза у детёнышей открываются через 5 недель. Впервые они покидают норы в возрасте 5–8 недель, отлучаются от груди в 6–8 недель, новые норы начинают рыть в 8 недель. Цвет шерсти у молодых сусликов немного светлее, чем у взрослых, и через несколько недель после покидания своих нор у них начинается линька. Половой зрелости достигают в 1 год и позже. В первый год жизни некоторые суслики не впадают в спячку и остаются над землёй.

## Подвиды
- Otospermophilus beecheyi beecheyi
- Otospermophilus beecheyi douglassi
- Otospermophilus beecheyi fisheri
- Otospermophilus beecheyi nesioticus
- Otospermophilus beecheyi nudipes
- Otospermophilus beecheyi parvulus
- Otospermophilus beecheyi rupinarum
- Otospermophilus beecheyi sierrae